# Julie McGregor
Pour les articles homonymes, voir McGregor.
Julie McGregor est une actrice et productrice australienne née le 26 novembre 1948 à Sydney (Australie).

## Filmographie

### comme actrice
- 1977 : Backroads : Anna
- 1977 : The Naked Vicar Show (série TV) : Various Characters (1977)
- 1979 : Palm Beach : Kate O'Brien
- 1980 : Don't Ask Us (série TV)
- 1981 : Punishment (série TV) : Julie Smith
- 1982 : L'Echéance fatale (Deadline) (TV) : Barney's girl
- 1983 : The City's Edge (vidéo) : Goldilocks
- 1984 : Fast Talking : Steve's mother
- 1982 : Filles et garçons ("Sons and Daughters") (série TV) : Gloria Dutton (unknown episodes, 1984)
- 1991 : Hampton Court (série TV) : Betty Wilson
- 2002 : Leunig Animated (vidéo) (voix)

### comme productrice
- 1975 : A Token Gesture